# Hugo Rönck
Hugo Rönck (* 12. April 1908 in Altenburg; † 1990) war ein deutscher evangelischer Pfarrer und Bischof.

## Leben
Rönck trat zum 1. Juli 1928 der NSDAP bei (Mitgliedsnummer 94.508) und war später Träger des Goldenen Parteiabzeichens.
Nach dem Abitur studierte er Evangelische Theologie in Göttingen und Jena, wurde am 2. Oktober 1932 in Denstedt bei Weimar ordiniert und trat der Kirchenbewegung Deutsche Christen bei. Rönck wurde 1936 zum Landesjugendpfarrer berufen. Von 1939 bis 1943 nahm er als Wehrmachtssoldat am Zweiten Weltkrieg teil.
Im Jahre 1943 wurde er als Nachfolger des verstorbenen thüringischen Landesbischofs Martin Sasse zum Präsidenten des Landeskirchenrates der Thüringer Evangelischen Kirche. Am 5. Oktober 1944 wurde er aus der NSDAP ausgeschlossen. Im Jahre 1945 nahm er „kurz vor dem Einmarsch der amerikan[ischen] Truppen“ den Titel Landesbischof an. Im April 1945 wurde er von den Vertretern der innerkirchlichen Opposition um Moritz Mitzenheim, Erich Hertzsch und Gerhard Kühn zum Amtsverzicht gedrängt und wenige Tage später von US-amerikanischen Truppen verhaftet. Im August 1945 entließ ihn die Thüringer Kirche aus dem kirchlichen Dienst.
Später war er von 1947 bis 1976 Pastor in Eutin.